# Om (induismo)

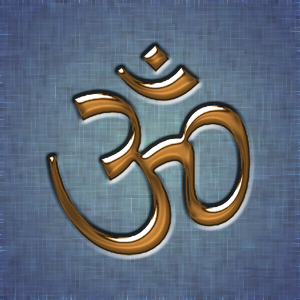
Il simbolo dell'Om̐, il più sacro mantra induista. Questo simbolo ॐ deriva dall'unione di due caratteri della devanāgarī: ऊ ('au', letto 'o') + ँ (nasalizzazione della vocale precedente) riportati in corsivo. Risultando la devanāgarī una scrittura non precedente all'VIII secolo d.C., questo simbolo è di gran lunga posteriore alla sillaba Om̐, presente in testi anteriori almeno al VI secolo a.C.

Aum od Om (ॐ), è un termine sanscrito indeclinabile che, col significato di solenne affermazione, è posto all'inizio di buona parte della letteratura religiosa indiana.
- Come sillaba sacra viene pronunciata all'inizio o al termine di una lettura dei Veda.
- Come mantra, il più sacro e rappresentativo della religione induista, è oggetto di riflessioni teologiche e filosofiche, nonché strumento di pratica religiosa e meditativa.
- Come fono, ॐ è generalmente definito "simbolo" dell'Aum ma, invece, è soltanto scritto nel carattere sanscrito devanāgarī e, se viene ripetuto almeno 21 volte di seguito, forma un MANTRA.

## Origine e sviluppo del significato e della funzione della sillabaAumnelleUpanishadvediche
Il termine Aum compare indubbiamente nelle prime Upanishad vediche (IX-V secolo a.C.). Alcuni autori ritengono tuttavia che la sua presenza sia comunque indicata anche in un inno tardo del Rigveda (XV-XII secolo a.C.):
(Rigveda I,164,39)
Una delle più antiche Upanishad vediche che esprimono significati e funzioni del termine Aum è la Chandogya Upanishad (Upanishad collegata al Samaveda e quindi al canto rituale, saman), che al primo verso del primo kanda del primo prapataka così si esprime:
(Chandogya Upanishad I,1,1)
Nelle sue spiegazioni la Chandogya Upanishad indica che il canto liturgico (udgitha) è l'essenza di tutti gli esseri (I,1,2). Ma cos'è l'udgitha?
(Chandogya Upanishad I,1,5)
Così come senza la parola non c'è l'inno e senza il respiro non c'è il canto liturgico, questi trovano la loro essenzialità nella sillaba Aum.
Ma Aum è anche una risposta affermativa e un saluto fausto:
(Chandogya Upanishad I,1,8)
Da Aum procede la conoscenza sacra: 
(Chandogya Upanishad I,1,9)
Con lo sviluppo delle successive Upanishad, le caratteristiche della sillaba Aum verranno ulteriormente a delinearsi.
La Taittirīya Upaniṣad (collegata al Krishna Yajurveda) afferma esplicitamente che:
(Taittiriya Upanishad, I,8)
La Morte (Yama) afferma, nella Katha Upanishad (o Kathaka Upanishad collegata al Krishna Yajurveda) che:
(Katha Upanishad, I,2,16-17)
Con la Mandukya Upanishad (collegata all'Atharvaveda) una delle ultime Upanishad vediche la sillaba Aum viene per la prima volta analizzata e scomposta foneticamente:
(Mandukya Upanishad I, 8)
(Mandukya Upanishad I, 9)
(Mandukya Upanishad I, 10)
(Mandukya Upanishad I, 11)
(Mandukya Upanishad I,12)
La sacra sillaba viene quindi analizzata dividendola nei quattro vissuti che costituiscono lo stato di coscienza: veglia, sogno e sonno senza sogni, nonché, il quarto stato, turiya, al di là di ogni definizione è l'Ultimo, il Brahman.
Nella Maitri Upanishad (o Maitrayania Upanishad collegata al Krishna Yajurveda), probabilmente l'ultima delle Upanishad vediche, l'Aum viene indicato come suono originario (VI,3) e viene infine raccomandata la pratica della meditazione dell'Aum come Sé.
(Maitri Upanishad VI,22)

## La sillabaAumnella letteratura religiosa post-vedica
Nel Manusmriti ("Le leggi di Manu", opera databile a cavallo della nostra Era), raccolta di disposizioni darmiche, precetti sociali e norme etiche, viene stabilito che:
(Manusmriti, II,74)
Non solo...
(Manusmriti, II,85)
Quest'ultimo verso del Manusmriti è esemplificativo del processo di interiorizzazione di mantra e formule sacrificali proprie della letteratura vedica, interiorizzazione che andrà a sostituire, con le annesse esegesi e credenze articolate nella successiva letteratura religiosa, il sacrificio vedico, promuovendo così la nascita della religione induista.

## La sillabaAumnell'induismo
Aum è il mantra più sacro e rappresentativo della religione induista, religione nata dal bramanesimo a sua volta sviluppo del Vedismo.
Così Gianluca Magi:
(Gianluca Magi, Om o Aum, "Enciclopedia filosofica" vol. 8. Milano, Bompiani, 2006, p. 8102)
Esso è considerato il suono primordiale che ha dato origine alla creazione, che viene interpretata come manifestazione stessa di questo suono.
Secondo le scritture induiste, il mantra Aum rappresenta la sintesi e l'essenza di ogni mantra, preghiera, rituale, testo sacro, essere celeste o aspetto del Divino.
In virtù di questo, la sillaba Aum viene recitata in apertura delle letture religiose, della pratica della Pūjā e del Yajña.
Essendo venerata dagli induisti come il 'suono originario', viene appellata come akshara (eterna) o anche come ekakshara (la sola cosa eterna) e pranava (da pra e nu, udire un ronzio, per via della sua pronuncia nasalizzata).

### Tre in uno
Questo mantra viene spesso utilizzato per rappresentare simbolicamente la sintesi di tre aspetti differenti del "tre in uno", un tema comune in molti aspetti dell'induismo. Questo implica che la nostra attuale esistenza definita come mithya ('realtà apparente'), deve essere trascesa al di là del corpo e della mente intuendo che la vera natura dell'infinito, la natura di Dio, è immanente, trascende la dualità, essendo e non essendo, e che non può essere descritta a parole, ma solo sperimentata.
All'interno di questo simbolismo metafisico, il tre viene rappresentato dalla curva più bassa, mentre la curva più alta e la coda sono rappresentate da ॐ, sottomesso all'Unità, rappresentato da un punto e da una piccola ombra luna-crescente, conosciuta come chandra-bindu (bindu indica l'anusvara ovvero il "suono successivo" o "suono nasale" marcato da un punto sopra la linea e che appartiene alla vocale che precede, di grande importanza mistica).
Seguono alcuni esempi di tre aspetti in uno che possono essere simboleggiati dall'Aum.
| ॐ | Aspetto divino           | Trimurti | Guṇa   | Mondi     | Stato di coscienza              | Kosha            |
| - | ------------------------ | -------- | ------ | --------- | ------------------------------- | ---------------- |
| A | Creazione                | Brahmā   | Tamas  | Terra     | Veglia (Jâgaritasthâna)         | Corpo grossolano |
| U | Conservazione            | Visnù    | Rajas  | Atmosfera | Sonno (Swapnasthâna)            | Corpo sottile    |
| M | Dissoluzione             | Siva     | Sattva | Cielo     | Sonno profondo (Sushuptasthâna) | Corpo causale    |
|   |                          |          |        |           |                                 |                  |
|   | Totalità indifferenziata | Brahman  |        |           | Turīya                          | Ātman            |

Come si può vedere dalla tabella, esiste anche un quarto suono: esso, però, è trascendentale e consiste nel silenzio che segue i tre suoni del mantra. È un "suono silenzioso", un momento di assoluta contemplazione che rappresenta l'immanifesto, la condizione primordiale dell'Essere che precede la manifestazione.

### L'Aume leMurti
I vari aspetti della Divinità sono venerati dagli induisti attraverso il sistema delle Murti; molte delle rappresentazioni di tali aspetti sono chiamate con l'appellativo Omkara od Omkareshvara, ossia "avente la forma dell'Aum". Le varie forme divine vengono paragonate alla sacra sillaba e descritte quindi come illimitate, quali aspetti vibrazionali di tutto il creato.
Ad esempio, l'Aum viene attribuito a Ganesha, la cui figura è spesso rappresentata nella forma di questo simbolo. Un altro esempio può essere la danza cosmica di Siva con cui egli crea, preserva e distrugge i mondi; questa danza viene vista come il riflesso dell'Aum.
Si dice che sia l'approssimazione più aderente dell'esistenza cosmica nel tempo e nello spazio, quindi del suono più vicino alla Verità.

### Pronuncia corretta e recitazione
Aum è la somma e sostanza di tutte le parole che possono essere emesse da una gola umana. È il suono primordiale fondamentale, simbolo dell'Assoluto Universale. Il mantra Aum deve essere pronunciato, con concentrazione, in un modo ben preciso e con energia:
- La A deve originarsi dalla regione dell'ombelico ed emergere dalla gola;
- La U la si pronuncia rovesciando la lingua;
- La M termina sulle labbra e la vibrazione termina sulla sommità del capo.

Anche se viene suddiviso in tre, la sua recitazione deve avvenire come un unico suono. Il quarto suono, come si è visto, non viene pronunciato attraverso la voce; tuttavia esso è il momento più importante della recitazione, in quanto è pura contemplazione, e va ricordato e vissuto come tale.
In molti ashram e templi induisti si esegue la pratica dell'Aumkara (od Omkara), ossia la ripetizione di 21 Aum. Dietro a questo numero c'è una precisa simbologia.

## La sillabaAumnel buddismo
La sillaba Aum con i suoi sacri significati è stata propugnata, diffusa e spiegata fin dalle prime Upanishad vediche, quindi almeno dal VI secolo a.C. In ambito buddista la si riscontra nel cosiddetto "buddismo esoterico" oggi afferente ai canoni cinese e tibetano.
Nel primo ambito, la sillaba Aum è pronunciata all'inizio delle Dhāraṇī riguardanti il garbhadhatu (胎藏界).
Sempre in questo ambito le tre componenti fonetiche dell'Aum, ovvero A/U/M, vengono rispettivamente a indicare le tre parti del Trikāya: dharmakaya, sambhogakaya, e nirmanakaya.
In ambito tibetano è invece posto nell'importante mantra Om Mani Peme Hung (sanscrito: Oṃ Maṇi Padme Hūṃ) relazionato al bodhisattva della compassione Avalokiteshvara.
In ambito buddista, la sillaba sanscrita Aum è così resa nelle altre lingue asiatiche:
- lingua cinese: 唵 ǎn
- lingua coreana: 옴 om o am
- lingua giapponese: 唵 on
- lingua tibetana: om
- lingua vietnamita: úm

## Il simbolo dell'Aumin devanagari e in altre scritture asiatiche
Il simbolo dell'Aum (ॐ) deriva dall'unione di due caratteri del devanagari: ओ ('au') + ँ ('m' nasale) riportati in corsivo. Risultando il devanagari una scrittura non precedente all'VIII secolo d.C. questo simbolo è quindi di gran lunga posteriore alla sillaba Om presente in testi anteriori almeno al VI secolo a.C.

Aum in caratteri devanagari
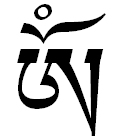
Aum in caratteri tibetani
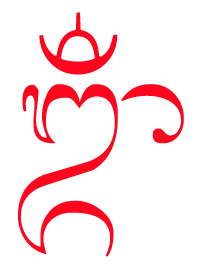
Aum in caratteri balinesi
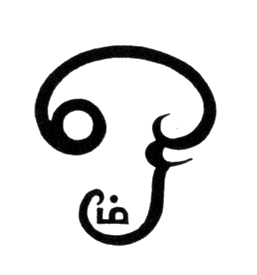
Aum in caratteri tamil
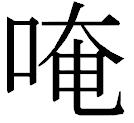
Aum in caratteri cinesi